# Sachsen-Lauenburg
Sachsen-Lauenburg var ett hertigdöme som var beläget i det som idag är Kreis Herzogtum Lauenburg i Schleswig-Holstein i Tyskland.
Provinsen Lauenburg kom efter Henrik Lejonets fall till huset Askanien. Det lydde 1203–1224 under Valdemar Sejr och blev 1260 ett särskilt hertigdöme under namnet Sachsen-Lauenburg. Det tillhörde därefter huset Askaniens äldre linje, till vilken den sachsiska kurfurstevärdigheten var knuten till 1356. Vid huset Sachsen-Lauenburgs utslocknande 1689 kom flera tronpretendenter att slåss om området. Som segrare utgick hertig Georg Wilhelm av Lüneburg-Celle. Efter hans död tillföll landet Hannover. Perioden 1803–13 var Sachsen-Lauenburg besatt av fransmännen, 1815 kom det till Preussen men överlämnades till Danmark i utbyte mot Svenska Pommern.
Efter dansk-tyska kriget 1864 ingick Sachsen-Lauenburg personalunion med Preussen 1865 och inträdde som särskild stat i Nordtyska förbundet och Tyska riket men införlivades 1876 med Preussen.

## Kända hertigar
- 1368–1412 Erik IV av Sachsen-Lauenburg
- 1412–1436 Erik V av Sachsen-Lauenburg
- 1436–1463 Bernhard II av Sachsen-Lauenburg
- 1463–1507 Johan V av Sachsen-Lauenburg
- 1507–1543 Magnus I av Sachsen-Lauenburg
- 1543–1581 Franz I av Sachsen-Lauenburg
- 1581–1619 Franz II av Sachsen-Lauenburg
- 1619–1642 Frans Albrekt av Sachsen-Lauenburg